# Malaika Mihambo
Malaika Mihambo (Heidelberg, 1994. február 3. –) olimpiai, világ- és Európa-bajnok német atléta, fő versenyszáma a távolugrás. Győzni tudott 2021-ben a tokiói olimpián, a 2019-es és 2022-es világbajnokságon, valamint a 2018-as és a 2024-es Európa-bajnokságon.

## Élete
Malaika Mihambo édesapja tanzániai származású, édesanyja német. Miután apja kétéves korában elhagyta a családot, édesanyja egyedül nevelte. Keresztneve az arab „angyal” szóból származik.

## Pályafutása
Mihambo atlétikai pályafutása elején 2009-ben a német U16-os bajnokságon csapatban lett bajnok hétpróba versenyszámban. 4 × 100 m váltófutásban pedig országos U16-os csúcsot futottak csapattársaival, amit 2018-ig nem tudtak megdönteni. Fő száma a távolugrás lett, de azóta is főleg a szezon elején, a fedett pályás szezonban rövidtávfutó számokban is rajthoz szokott állni. Távolugrásban megnyerte a 2013-as junior Európa-bajnokságot, majd egy hónappal később részt vehetett élete első felnőtt világbajnokságán, de ott nem sikerült döntőbe jutnia. 2015-ben megnyerte a az U23-as Európa-bajnokságot Tallinnban, majd a pekingi világbajnokságon 6,79 méteres ugrással 6. helyezett lett.
A 2016-os Európa-bajnokságon megszerezte első érmét a felnőttek között világversenyen 6,65 méterrel bronzérmes lett. Részt vehetett a riói olimpián, ahol a selejtezőből a másodikként került döntőbe. Ott 6,95 méteres egyéni csúcsot ugrott, ami a negyedik helyet jelentette számára.
A 2017-es szezonban súlyos lábsérülést szenvedett, emiatt lemaradt a világbajnokságról is. 2018 januárjában kezdett újra versenyezni. Májusban, egy németországi versenyen 6,99 méterre javította egyéni legjobbját. Az augusztusi, Berlinben rendezett Európa-bajnokságon 6,75 méteres ugrással győzni tudott, ezzel megszerezte első nemzetközi bajnoki címét.
2019-ben a fedett pályás szezonban is sikerült beállítania szabadtéren megugrott 6,99 méteres egyéni csúcsát. A márciusi fedett pályás Európa-bajnokságon negyedik helyen végzett 6,83 méteres eredménnyel. A 7 méteres határt először 2019 júniusában lépte át a római Diamond League versenyen, 7,07 méterrel nyerte a versenyt. Jó formája az egész szezonban kitartott többször is 7 méter fölötti teljesítménnyel nyerte a versenyeket. Az idény végén októberben a dohai 2019-es világbajnokságon 7,30 méteres ugrással tudott győzni, ami minden idők 12. legjobb eredménye női távolugrásban. Decemberben Németországban megválasztották az év női sportolójának.
2021-es szezon elején ezüstérmet szerzett a fedett pályás Európa-bajnokságon 6,88 méteres ugrással az ukrán Marina Beh-Romancsuk mögött. Az augusztusi tokiói olimpián 7,00 méteres eredménnyel győzött, egyaránt 3 centiméterrel megelőzve a 2012-es olimpia bajnokát Brittney Reese-t és a nigériai Ese Brumét. 2021 év végén, csakúgy mint egy évvel korábban újra megválasztották az év német sportolónőjének. 2022-ben meg tudta védeni világbajnoki címét 7,12 méteres ugrásával, az Európa-bajnokságon viszont 7,03 méteres eredménye csak ezüstéremre volt elegendő a szerb Ivana Vuleta mögött.
A 2023-as augusztusi budapesti világbajnokság előtt néhány héttel a német bajnokságon combhajlítóizom-sérülést szenvedett, emiatt az idény hátralévő részét ki kellett hagynia. Visszatérése után 2024 februárjában megnyerte a német fedett pályás bajnokságot 6,93 méterrel. Részt vett a Rómában rendezett júniusi Európa-bajnokságon, ahol a selejtezőben már 7 méter fölötti ugrása is volt, a döntőben pedig 7,22 méteres eredménnyel nyerte meg a számot.

## Egyéni legjobbjai
| Versenyszám | Eredmény | Helyszín    | Időpont          |
| ----------- | -------- | ----------- | ---------------- |
| Távolugrás  | 7,30 m   | Doha, Katar | 2019. október 6. |